# Филиппова, Юлия Арсеньевна
Ю́лия Арсе́ньевна Фили́ппова (30 августа 1934 — 28 января 2018) — советский и российский зоолог, теутолог. Сотрудник ВНИРО (1965—2011), кандидат биологических наук (1976). Первый советский специалист по антарктическим и субантарктическим головоногим моллюскам, признанный мировой эксперт в этой области.

## Биография
Юлия Арсеньевна Филиппова родилась в 1934 году в семье московских бухгалтеров и экономистов. В 1952 году поступила на биолого-почвенный факультет Московского государственного университета. В 1956 году после окончания 4-го курса участвовала в качестве планктонолога в продолжительной экспедиции Института океанологии АН СССР (ИО РАН) в Берингово море на зверобойной шхуне «Нерпа». Собранный за 6 месяцев экспедиции материал лёг в основу её дипломного исследования «Зоопланктон Командоро-Камчатского района Тихого океана как кормовая база усатых китов» (1957), выполненного под руководством профессора Льва Александровича Зенкевича (1889—1970). После окончания университета поступила в штат сотрудников лаборатории бентоса Института океанологии РАН. В 1962 году участвовала в 35-м рейсе НИС «Витязь» в Индийский океан и к берегам Австралии.
В 1965 году поступила в аспирантуру Всесоюзного научно-исследовательского института рыбного хозяйства и океанографии, где специализировалась на изучении головоногих моллюсков. В 1976 году защитила кандидатскую диссертацию по теме «Систематика, распространение и некоторые черты экологии кальмаров сем. Ommastrephidae». Продолжала научные исследования головоногих на базе ВНИРО до выхода на пенсию в 2011 году, воспитав несколько учеников-теутологов.
В 1980-х вместе с Игорем Ивановичем Акимушкиным работала над главой о головоногих во втором томе второго издания научно-популярного пособия «Жизнь животных» (1988).

### Семья
Муж — Сергей Константинович Клумов (1906—2000), зоолог, специалист по китообразным.

## Научная деятельность
Большую часть научной карьеры (с середины 1960-х и до 2000-х годов) Юлия Арсеньевна Филиппова занималась изучением систематики, морфологии, биогеографии, экологии и промысла головоногих моллюсков. Значительное место в её работе занимали прикладные исследования.
Стала первым советским экспертом по головоногим моллюскам Южного океана. Ею был обработан масштабный материал советских антарктических экспедиций 1965—1982 годов. Кроме траловых сборов, был описан обширный материал из желудков кашалотов, собранный в 1960—1970-х годах Валентином Леонидовичем Юховым (1936—2020) во время работы на китобойной базе «Советская Украина». По итогам этой работы были получены новые данные по распространению и экологии субантарктических и антарктических видов кальмаров, а также описаны несколько новых видов кальмаров, в том числе массовых форм.
В 1972 и 1984 годах выпустила два обстоятельных методических руководства по исследованию головоногих, а в 1997 году — русскоязычный определитель массовых видов головоногих Мирового океана (в соавторстве со своими учениками).
О качестве таксономических описаний Юлии Арсеньевны Филипповой высоко отзывался ведущий советский эксперт по головоногим Кир Назимович Несис (1934—2003). Он писал, что она «имеет то неформализируемое чувство, без которого нет истинного таксономиста».
В 2015 году краткая её биография была опубликована в обзоре о женщинах-зоологах, внёсших значительный вклад в изучение головоногих моллюсков.

### Описанные таксоны
За всю карьеру ею были описаны четыре новых вида кальмаров и два новых вида каракатиц:
- Cycloteuthis akimushkini Filippova, 1968
- Galiteuthis aspera Filippova, 1972, впоследствии сведён в синонимы Galiteuthis glacialis (Chun, 1906)
- Moroteuthis knipovitchi Filippova, 1972, рассматривается в новой комбинации Filippovia knipovitchi (Filippova, 1972) Bolstad, 2010
- Kondakovia longimana Filippova, 1972, рассматривается в новой комбинации Moroteuthopsis longimana (Filippova, 1972)
- Sepia mascarensis Filippova et Khromov, 1991
- Sepia plathyconchalis Filippova et Khromov, 1991

Введённый ею род Kondakovia Filippova, 1972 в настоящее время рассматривается в числе синонимов Moroteuthopsis Pfeffer, 1908.

### Публикации
Автор 45 научных и научно-популярных публикаций, в том числе:
- Филиппова Ю. А. Методика изучения головоногих моллюсков. — М.: ВНИРО, 1972. — 38 с.
- Филиппова Ю. А. Рекомендации по изучению головоногих моллюсков. — М.: ВНИРО, 1982. — 28 с.
- Филиппова Ю. А., Алексеев Д. О., Бизиков В. А., Хромов Д. Н. Справочник-определитель промысловых и массовых головоногих моллюсков Мирового океана. — М.: ВНИРО, 1997. — 272 с.

## Память
В 1975 году нидерландский зоолог Виллейм Адам (1909—1988) назвал в честь Юлии Арсеньевны Филипповой новый вид кальмаров из семейства Ommastrephidae — Todarodes filippovae.
В 2010 году описанный в 1972 году в рамках кандидатской диссертации вид Moroteuthis knipovitchi Fillipova, 1972 был выделен новозеландской исследовательницей головоногих Кэтрин Болстад (K. S. R. Bolstad) в монотипический род, названный в честь Ю. А. Филипповой, — Filippovia.